# Parafia św. Stanisława Biskupa Męczennika i św. Anny w Knychówku
Parafia pw. św. Stanisława Biskupa Męczennika i św. Anny w Knychówku – parafia rzymskokatolicka należąca do dekanatu drohiczyńskiego, diecezji drohiczyńskiej, metropolii białostockiej. Siedziba parafii znajduje się w Knychówku.

## Historia

### XV wiek
Pierwszy drewniany kościół w Knychówku ufundowany został ok. 1460 przez Stanisława Korczewskiego, starostę kamienieckiego i jego matkę Kordulę Korczewską, wdowę po Pretorze (II), staroście drohickim.
Początkowo Knychówek, tak jak i całe dobra korczewskie należały do parafii w Drohiczynie i diecezji łuckiej. Starania o utworzenie parafii w Knychówku podjął wspomniany Stanisław Korczewski, wchodząc tym samym w spór o dziesięcinę z plebanem drohickim ks. Janem. Wielki książę litewski Aleksander Jagiellończyk 29 maja 1493 rozsądził spór na korzyść Stanisława i w 1494 kościół w Knychówku zostaje konsekrowany.

### XVI wiek
W 1505 wojewoda połocki Stanisław Hlebowicz poślubia kasztelankę podlaską Zofię Korczewską, córkę Stanisława, i dobra korczewskie, wraz z Knychówkiem, przechodzą w jego ręce. W 1529 Zofia, wtedy już powtórnie zamężna, przekazuje swemu synowi Mikołajowi Durnemu, jako spadek po zmarłym ojcu, Korczew, Knychówek i Laskowice. W 1557 Arnolf Hlebowicz, syn Mikołaja, chorąży drohicki i mielnicki funduje w knychowskim kościele altarię.

### XVII wiek
Kolejnym właścicielem Knychówka zostaje Krzysztof Wiesiołowski, marszałek wielki litewski, ożeniony z Aleksandrą Marianną Sobieską, ciotką króla Jana III Sobieskiego. On to, 29 października 1631, dokonuje aktu fundacji obecnego, murowanego kościoła w Knychówku (znanych jest jeszcze jego dziesięć innych fundacji świątyń na Podlasiu i Litwie). W 1645 Aleksandra Marianna testamentem wzbogaca wcześniejsze nadania dla świątyni.
Budowa kościoła trwała od 1631 do 1668. Wzniesiony on jest w stylu przejściowym pomiędzy gotykiem a renesansem, według projektu podobnego do starego kościoła farnego w Białymstoku. Konsekracja świątyni miała miejsce w 1733, a dokonał jej ks. Józef Olszański, biskup tytularny Serra, sufragan chełmski.

### XVIII wiek
Po bezdzietnej śmierci Aleksandry Marianny dobra korczewskie dziedziczą Chaleccy, a po nich Stanisław Lewicki, który sprzedaje je w 1712 Wiktorynowi Kuczyńskiemu, kasztelanowi podlaskiemu, zwanemu królem Podlasia. On to, w 1727, zlecił wykonanie ołtarza w kościele knychowskim. Ufundował również klasztory: Benedyktynek w Drohiczynie i Dominikanów w Krześlinie. Jego wnuk Feliks Kuczyński, ostatni cześnik podlaski, funduje przy parafialnym kościele murowany szpital, wybudowany w latach 1792–1798, w którym obecnie mieści się wikarówka i organistówka.

### XIX wiek
W wyniku III rozbioru tereny na lewym brzegu Bugu zajmuje Austria, na skutek czego zmienia się przynależność kościelna. W 1805 roku parafia, dotąd należąca do diecezji łuckiej wchodzi w skład nowo utworzonej diecezji lubelskiej. Kolejna reorganizacja ma miejsce już pod rządami Rosji w 1818, kiedy parafie do diecezji lubelskiej zostają włączone do diecezji janowskiej, zwanej podlaską.
W okresie powstania styczniowego, w kościele w Knychówku, nabożeństwa odprawiał ks. gen. Stanisław Brzóska, który ukrywał się w dobrach korczewskich.
Po powstaniu, w 1867, następuje kolejna reorganizacja przynależności kościelnej. Diecezja janowska zostaje skasowana, i aż do 1889, biskupi i administratorzy lubelscy, każdorazowo zwracają się do metropolity warszawskiego i od niego otrzymują nominacje na administratorów diecezji podlaskiej. Wreszcie w 1889 papież Leon XIII przyłącza kanonicznie diecezję janowską do lubelskiej.
W 1888 umarła ostatnia kolatorka kościoła w Knychówku z rodu Kuczyńskich, Joanna, po śmierci której dobra korczewskie dziedziczy jej córka, a tym samym stają się one własnością Ostrowskich.

### XX wiek
Po I wojnie światowej parafia w Knychówku ponownie wchodzi w skład, wskrzeszonej przez papieża Benedykta XV, diecezji janowskiej czyli podlaskiej, która w 1925 zmienia nazwę na diecezja siedlecka czyli podlaska.
W latach 1990–1991, staraniem proboszcza ks. Mieczysława Onyśka, obok kościoła wybudowana została murowana plebania, zastępująca starą, drewnianą.
W 1992 parafia, bullą papieża Jana Pawła II została przyłączona do utworzonej rok wcześniej diecezji drohiczyńskiej.

## Zasięg parafii
Do parafii należy około 2800 wiernych z miejscowości: Bużyska, Czaple Górne (folwark), Dąbrowa, Góry, Józefin, Knychówek, Korczew, Laskowice, Nowy Bartków, Starczewice, Stary Bartków i Szczeglacin.
| Zasugerowano, aby ta sekcja została przeniesiona do artykułu. Jednonawowy, murowany z cegły i kamienia, wybudowany w latach 1631–1668 z fundacji Krzysztofa Wiesiołowskiego, marszałka wielkiego litewskiego według projektu zbliżonego do starego kościoła farnego w Białymstoku, w miejsce drewnianego z ok. 1460. Świątynia posiada cechy późnogotyckie z elementami renesansu. Ściany zewnętrzne, otynkowane, z trzema wysokimi i głębokimi wnękami arkadowymi po każdej stronie, dającymi wrażenie oskarpowania. Wewnątrz każdej wnęki wąskie i wydłużone okno. Kruchtę wieńczy smukła, czworoboczna wieża, przechodząca w górnej części w ośmioboczną. Wewnątrz wieży cylindryczne klatki schodowe, z których jedna prowadzi na szczyt, a druga na chór. Wewnątrz kościoła trójprzęsłowa nawa oraz, węższe i niższe od niej, dwuprzęsłowe prezbiterium. Renesansowe sklepienie kolebkowe z lunetami i stiukowymi sztukateriami w tzw. typie kalisko-lubelskim: ornamentowane żebra o motywach czwórliścia, kwadratów, kół i serc. W oknach witraże przedstawiające m.in. fundatorkę Ludwikę Ostrowską. Ołtarz główny, ufundowany w 1727 przez Wiktoryna Kuczyńskiego, kasztelana podlaskiego, wykonany w stylu barokowym przez snycerza Łukasza Piotra Grzegółkowskiego z Drohiczyna. W ołtarzu obraz Józefa Buchbindera św. Stanisław Biskup wskrzeszający Piotrowina, a także rzeźby przedstawiające św. Wojciecha i św.Augustyna. Przed prezbiterium, po obu stronach nawy, późnorenesansowe ołtarze boczne. Poza tym, w kościele znajduje się drewniana barokowa chrzcielnica, późnorenesansowa ława dwuosobowa oraz tablice pamiątkowe Kuczyńskich i Ostrowskich – właścicieli dóbr korczewskich, którzy pochowani są w tutejszej krypcie. Obok kościoła murowana dzwonnica i trójboczna kapliczka z 1806. W niszach kapliczki rzeźby: Matka Boska, Chrystus u Słupa i św. Jan Nepomucen. Kościół położony przy wjeździe do Knychówka, obok drogi powiatowej Siedlce – Korczew. |

| - Dąbrowa – kaplica dojazdowa w budynku Ochotniczej Straży Pożarnej. - Korczew – kaplica dojazdowa w dawnej oranżerii, położonej na terenie zespołu pałacowo-parkowego w Korczewie. Wybudowana w 1840 według projektu architekta Franciszka Jaszczołda. Użyczona przez hr. Krystyna Ostrowskiego, staraniem proboszcza knychowskiego ks. Karola Wróbla zaadaptowana, w 1925 ustanowiona jako kaplica półpubliczna przez sufragana podlaskiego ks. Czesława Sokołowskiego. Później przemurowana. Przez długi czas zmarłych grzebano wokół kościoła. Obecny cmentarz położony jest ok. 200 m od świątyni. Najstarsze zachowane na nim groby pochodzą z II połowy XIX w. Znaleźć można tu zabytkowe nagrobki, m.in. rodziny Kuczyńskich, Ostrowskich, Czapskich, a także grób Józefy Koszutskiej – nauczycielki na dworze Kuczyńskich w Korczewie, dla której swój wiersz Do Józefy Koszutskiej w 1861 napisał Cyprian Kamil Norwid. |

### Patroni
- Święty Stanisław biskup męczennik – polski duchowny katolicki, biskup krakowski, męczennik, święty, patron Polski.

- Święta Anna – babka Jezusa, matka Maryi, żona św. Joachima.